# L'Arrivée d'un train en gare de La Ciotat
L'Arrivée d'un train en gare de La Ciotat ou L'Arrivée d'un train à La Ciotat (pt: Chegada de um comboio / br: A chegada do trem na estação) é um filme francês de 1895, gravado por Louis Lumière e por Auguste Lumière. Foi um dos primeiros filmes a serem apresentados publicamente pelos irmãos Lumière, na cave do Boulevard des Capucines em Paris, em 28 de dezembro do mesmo ano. No dia 6 de janeiro de 1896, foi exibido Salão Indiano (uma saleta nos fundos de um café), naquela que entrou para a história como a primeira exibição pública comercial de um filme. O bilhete custou 1 franco.
O filme, que tem apenas a duração de 42 segundos, consta apenas de um plano em perspectiva diagonal a partir da estação de La Ciotat, com alguns passageiros à espera na estação. Vemos um carregador a avançar em direcção à câmara. O comboio proveniente de Marselha aparece ao fundo e pára no lado esquerdo do ecrã. Os passageiros descem de uma carruagem, entre os quais se vê um senhora com um mantelete. Os próximos passageiros preparam-se para partir e vê-se um homem transportando um barril.
Este "argumento" mínimo, quase um postal em movimento, teria criado pânico entre os espectadores que não estavam ainda preparados para a surpresa da ilusão cinematográfica. Durante a sua primeira exibição pública, os espectadores começaram a gritar e a fugir em direcção ao fundo da sala quando viram o comboio a vir na sua direcção, como se o mesmo fosse saltar do ecrã.
O filme, apesar de tecnicamente incipiente se comparado com a sofisticação que o cinema viria a ter nos anos subsequentes, alia ainda assim um conjunto de características que o tornam uma pequena obra de arte. Pode ser considerado o primeiro plano-sequência da história do cinema, com diversas acções a sucederem-se num único plano, o seu aspecto quase jornalístico e espontâneo (as pessoas filmadas muito dificilmente saberiam que a sua imagem estava a ser gravada para a posteridade, tirando, talvez, alguns elementos da família Lumière), bem como o facto de a chegada ser filmada em perspectiva, englobando os vários aspectos da acção a narrar, torna-o um objecto de um realismo profundo, se o virmos no contexto em que apareceu.